# GK Vídeň-Jihovýchod

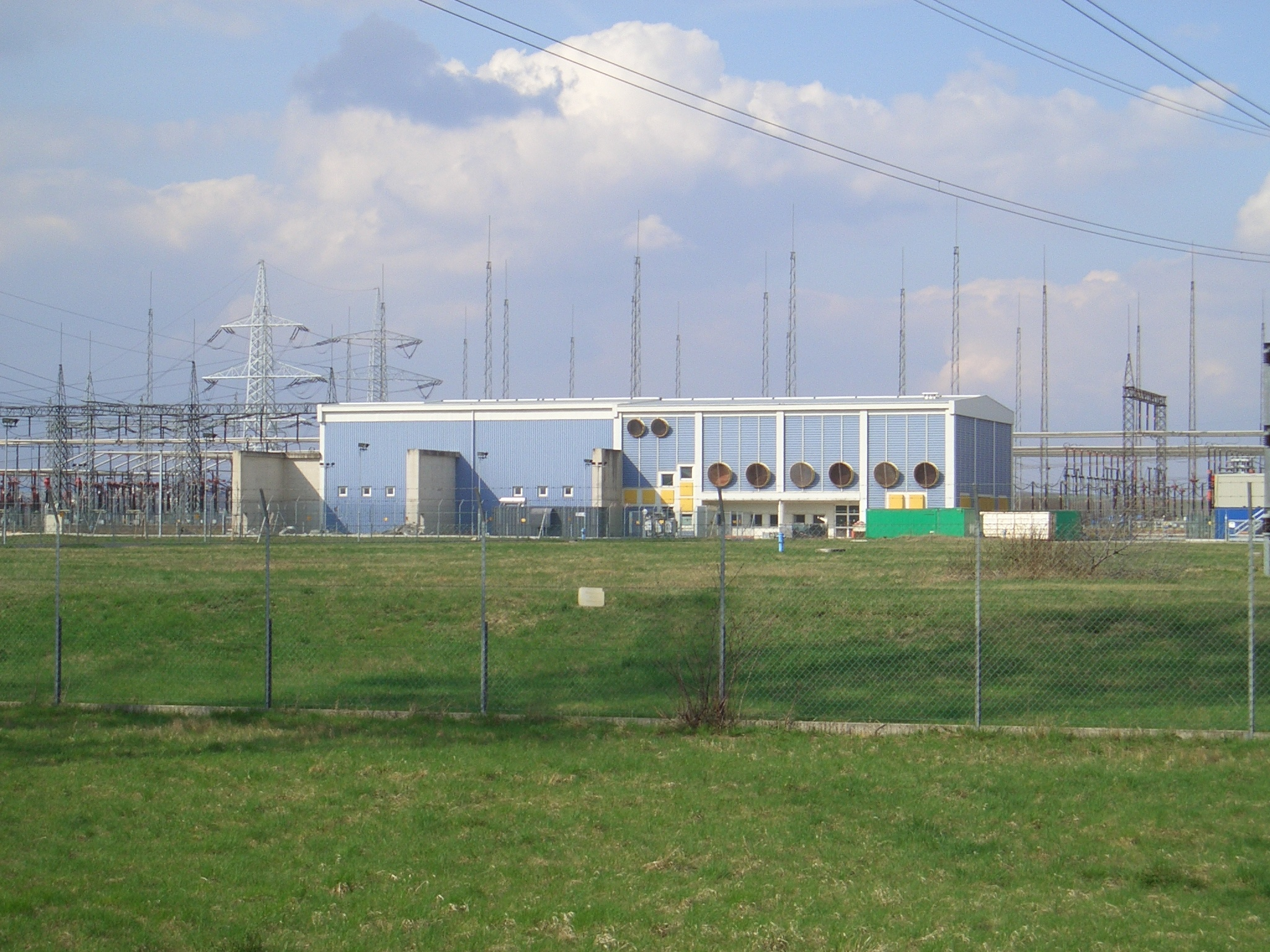
GK Vídeň-Jihovýchod

GK Vídeň-Jihovýchod (z německého Gleichstromkupplung, tedy „krátká HVDC spojka“) byla postavená v Rakousku ve Vídni a sloužila k připojení rakouské a maďarské elektrické sítě. GK Dürnrohr postavil a uvedl do provozu v roce 1993 Siemens. GK Vídeň-Jihovýchod dosáhla mezi rakouskou a maďarskou elektrickou sítí kapacity až 600 MW při napětí 142 kV . Po porovnání rakouské a maďarské elektrické sítě v roce 1996 bylo rozhodnuto, že GK Vídeň-Jihovýchod je již zbytečná. V roce 2007 byla GK Vídeň-Jihovýchod úplně rozebrána.